# Fredrik Vult von Steijern

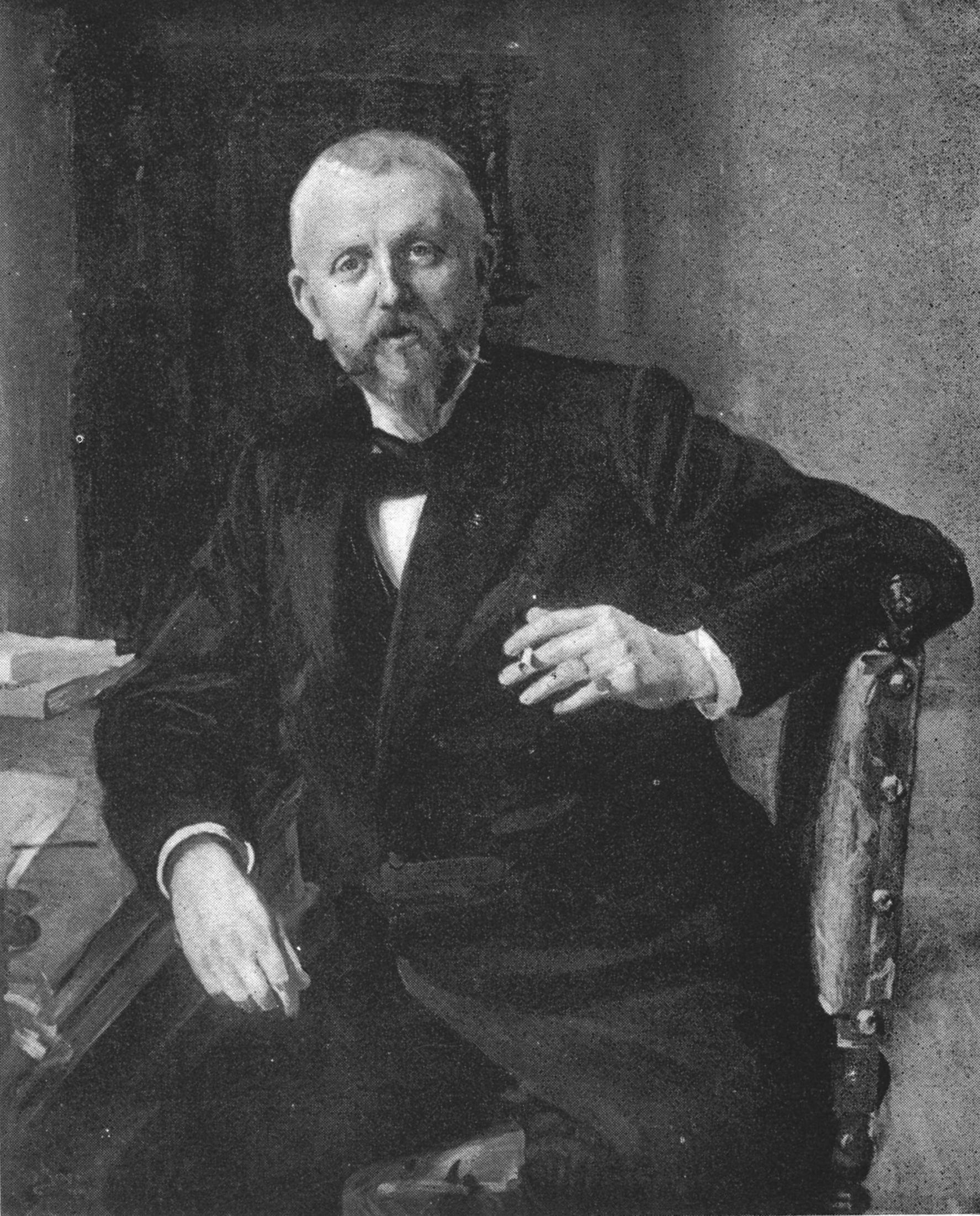
Fredrik Vult von Steijern porträtterad av Richard Bergh 1891

Julius Fredrik Wilhelm Vult von Steijern, född den 25 maj 1851 i Jönköping, död den 7 februari 1919 på Mösseberg, var en svensk journalist och bibliofil.

## Biografi
Fredrik Vult von Steijern blev student vid Uppsala universitet 1870, studerade boktryckeri i Tyskland och var 1881–88 disponent vid Centraltryckeriet. Han var 1885–89 musikrecensent i Dagens Nyheter, där han särskilt verkade för Richard Wagners musik och dess införande i Sverige. Han övertog den 2 maj 1889 i egenskap av huvudredaktör och ansvarig utgivare ledningen av nämnda tidning, i vars bolag han den 1 maj 1891 även blev verkställande direktör; i den förra egenskapen kvarstod han till den 1 juli 1898, i den senare till den 10 april 1899. 
Vult von Steijern  var också boksamlare av litteratur om bland andra Heliga Birgitta, Johann Wolfgang von Goethe och Richard Wagner. Hans bibliotek blev med tiden synnerligen betydande; dess Wagner- och Goetheavdelning (omkring 3 000 nummer) donerades testamentariskt till Kungliga biblioteket i Stockholm.